# Mainz-Mombach
Mainz-Mombach est un quartier de la ville de Mayence, capitale du Land de Rhénanie-Palatinat.

## Climat
La température annuelle moyenne du quartier est de 11,5 degrés Celsius.
La pluviométrie annuelle est mois de 500 litres par mètre carré.
La durée annuelle moyenne d'ensoleillement est de 1665 heures.
Ce quartier connaît rarement de violents orages notamment durant la période automnale.

## Géographie

### Généralités
Mombach, avec environ 14 000 habitants est située au nord-ouest de la ville, sur la rive occidentale du Rhin et fait face à Wiesbaden (la capitale de Land de Hesse). Sa position géographique est de 50° 01' 10 latitude nord et de 08° 13' 40 longitude est.
L'altitude du centre quartier (place:Lindenplatz) est de 95 mètres.
Le point le plus élevé se trouve à 110 mètres d'altitude, il est dit le Rif, parce qu'après la guerre des spahis algériens y ont été postés.
Le point le moins élevé du quartier se trouve à  85 mètres, il s'agit du port de l'industrie.  
| Schierstein   | Biebrich   | Mainz-Amöneburg            |
| Budenheim     |            | Nouvelle Ville de Mayence  |
| Mainz-Finthen | Gonsenheim | Mainz-Hartenberg-Münchfeld |

## Histoire
Mombach était à l'origine une bourgade de pêcheurs, d'agriculteurs, de flotteurs et de bateliers. Quelques coquilles fossiles des environs de Mayence (Mombach) et des poissons entiers du terrain tertiaire sont trouvés et recueillis au  Muséum national d'histoire naturelle de Paris. En 2006, Mombach a célébré son sept-cent-cinquantième anniversaire. Le quartier a été partiellement détruit dans les bombardements de 11-12 et 12-13 août 1942. 

### Mombach et la France
En 1792, Adam Philippe de Custine est à la tête du conseil de la ville. Avec l'occupation renouvelée des secteurs cisrhénans de l'Électorat de Mayence par les forces de la révolution, Mombach n'est plus administrée par l'église Saint-Pierre et cesse d'être un territoire ecclésiastique. Le 12 novembre 1794 les généraux Michaud et Desaix occupa une hauteur à Mombach. Les opérations de l'armée de Clerfayt, figure la prise des lignes de Mayence le 29 octobre 1795, au point du jour. Clerfayt devait éveiller l'attention de l'ennemi sur son aile gauche par une fausse attaque sur Mombach et Gonsenheim. À partir de 1801, le préfet André Jeanbon Saint André réside à Mayence. Il fait bâtir les anciennes barrières de la place, ainsi que différentes maisonnettes. Après le Traité de Campo Formio en 1797 Mombach fut partie de Canton de Ober-Ingelheim dans l'arrondissement de Mayence du département de Mont-Tonnerre.
C'est également à cette époque que les vastes champs et prairies situés à basse altitude le long du Rhin furent asséchés par un système de digues et de fossés. Au moyen d'un système de barrage et d'écluses aménagé près de la ville, le barrage d'Inondation, le champ de jardins devant le rempart extérieur ouest pouvait être inondé en cas de siège. Les défenseurs pouvaient ainsi se concentrer sur les lignes des remparts sud et est. Le sol largement inondé rendait difficile pour les assiégeants potentiels l'aménagement de puits d'eau potable, de fossés de course, de voies de communication ainsi que d'abris et de batteries secs.
« Avec le secours de ces forts, les marais de Mombach contribueraient réellement à la défense de la place.   -  Le revêtement des fronts de Mombach est une bonne opération ; mais ils sont tellement dominés par les coteaux et le fort Hauptstein.»  Napoléon Ier au maréchal Berthier Mayence, 5 vendémiaire an XIII (27 septembre 1804)

## Économie

### Histoire
Mombach est un ancien village d'agriculteurs d'une certaine importance. Son marché aux légumes et aux fruits existe encore aujourd'hui, et l'on y vend notamment des produits locaux appréciés, comme :
- Mombacher Speck  (Haricot commun de Mombach)
- Winter Mombacher, Maiwunder (laitue pommée d’hiver de Mombach)
- Mombacher Frühe  (abricot de Mombach)

- Le Waggonfabrik frères Gastell est fondé en 1845 par Otto Gastell

### Aujourd'hui

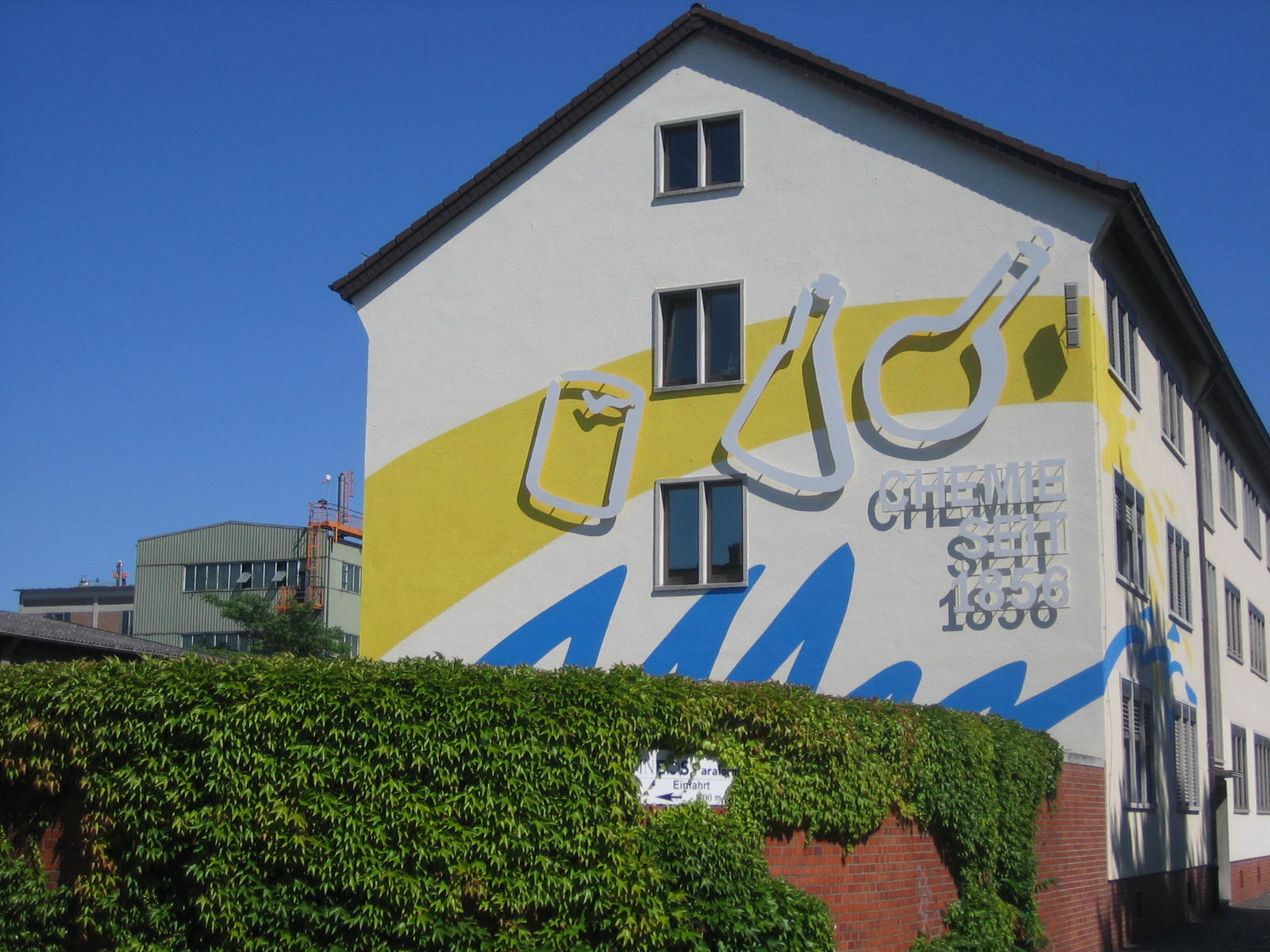
Ineos.

- C’est en 1950 que débuta la préparation du cyanure de chlore à Mombach, par le DEGUSSA, aujourd'hui Prefere Paraform. Il y a maintenant de grosses unités de fabrication de ce composé de base à Anvers comme à Mobile (E.-U.). Il sert à faire des désherbants, des azurants optiques pour les textiles et le papier ainsi que des colorants réactifs.
- Schott CERAN fabrication a la port industrielle
- port d'industrie comme partie de port douanier et fluvial de Mayence
- Nestlé (Nescafé), le plus grand fabrication du café instantané lyophilisé en Allemagne
- un moulin de huile colza de Cargill
- Laque Albrecht
- Grue mobile Rīga
- centre de commerce pour les automobiles
  - Autocenter Heinz : Ford, Volvo, Hyundai, Kia
  - Autres : Mitsubishi, Peugeot, Honda, Opel, Citroën

## Tourisme
Mombach est située sur la EuroVéloroute EV15 (Véloroute Rhin de la source du Rhin à Rotterdam).

### Les Grands Sables de Mayence

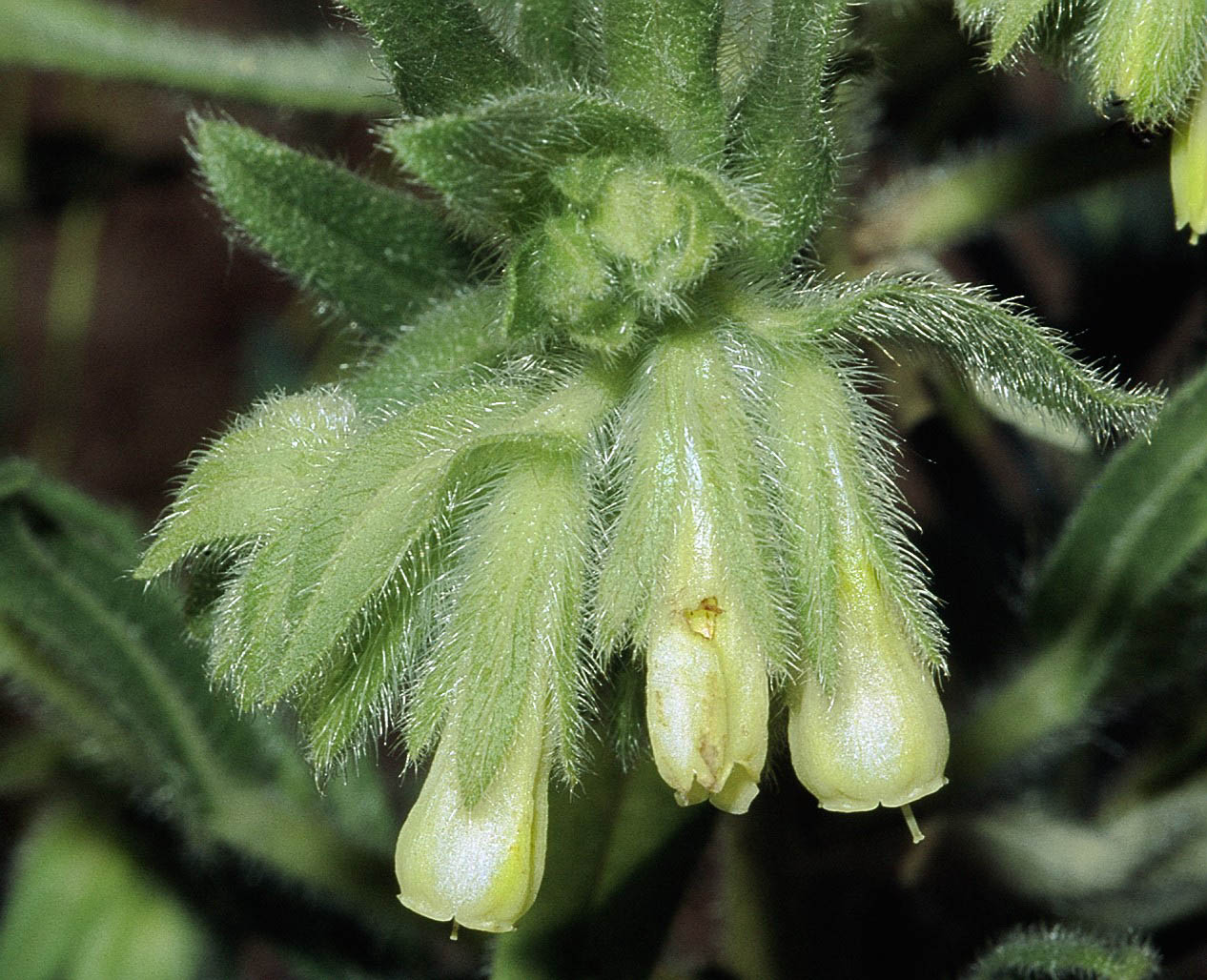
Orcanette des sables (Onosma arenaria ssp. arenaria)

Les Grands Sables de Mayence sont une petite réserve naturelle à Mombach, qui est importante d'un point de vue géo-écologique et botanique au niveau suprarégional. 
Les alentours de Mayence appartiennent aux régions les plus chaudes de l'Europe centrale et l'on rencontre donc beaucoup de plantes et d'animaux rares dans cette réserve naturelle. Quelques plantes comme l'Onosma arenaria (orcanette des sables) et l'Epipactis atrorubens (épipactis pourpre noirâtre) sont menacées de disparition en Allemagne et l'on y trouve de rares exemplaires ici.

### Architecture
- Château d'eau historique (1904)
- Maison Kleiststraße 30

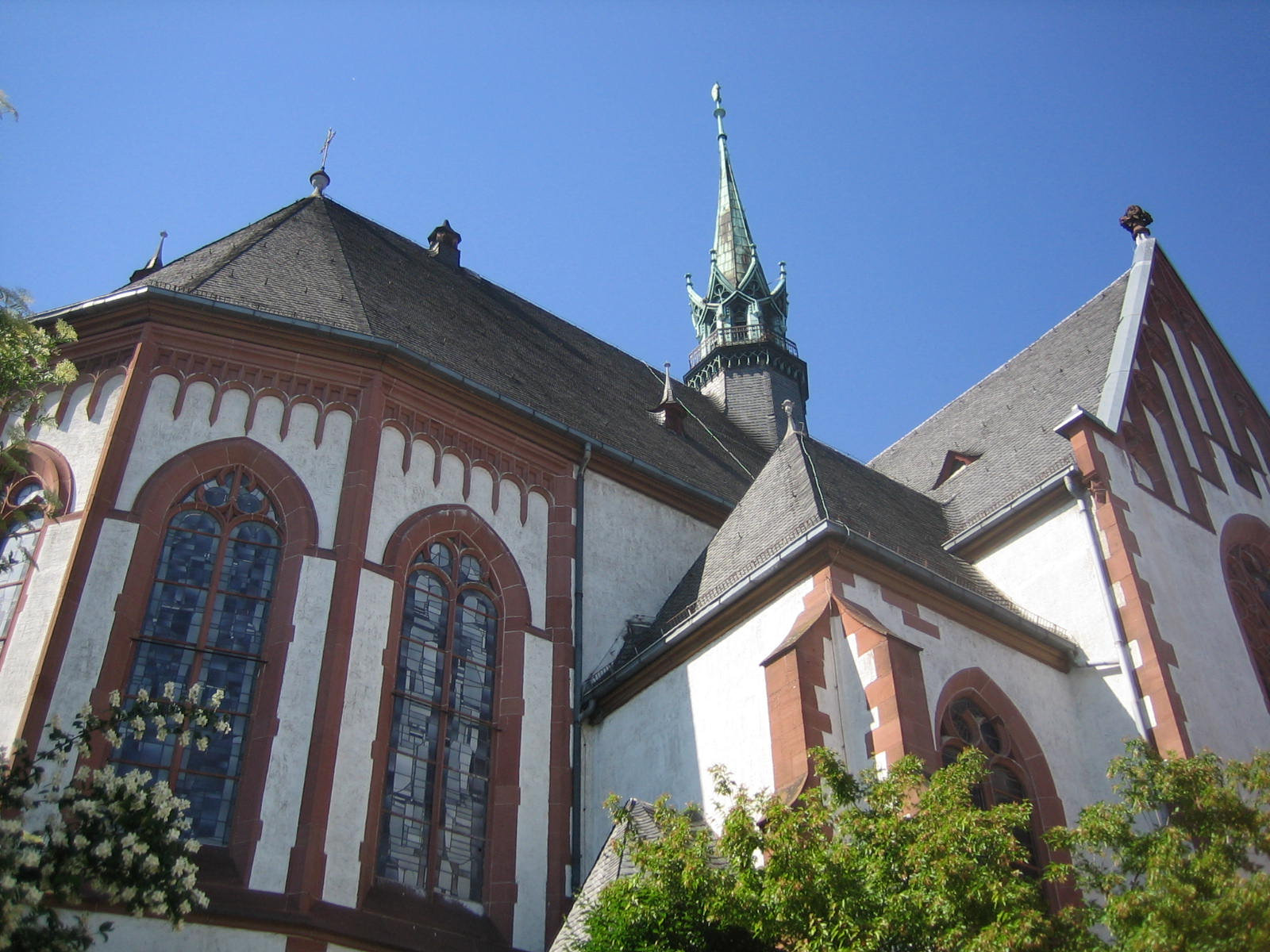
Église du Sacré-Cœur

- Église du Sacré-Cœur (cath., 1911) de Ludwig Becker (mémorial de Wilhelm Emmanuel Freiherr von Ketteler, l'Évêque social).
- Église St. Nikolaus (Saint-Nicolas) (cath., 1955) avec nombreuses œuvres de Heinz Hemrich
- Église Friedenskirche (de la Paix) (1911)
- Ancienne maison de prière évangélique de 1891, à côté de l'hospice Gastell
- Maison d'école avec logement pour le corps enseignant de 1869 (aujourd'hui maternelle)
- Ancienne maison d'école Jahnschule (1894)
- Maison d'école Pestalozzischule (1912), avec ancien bain public

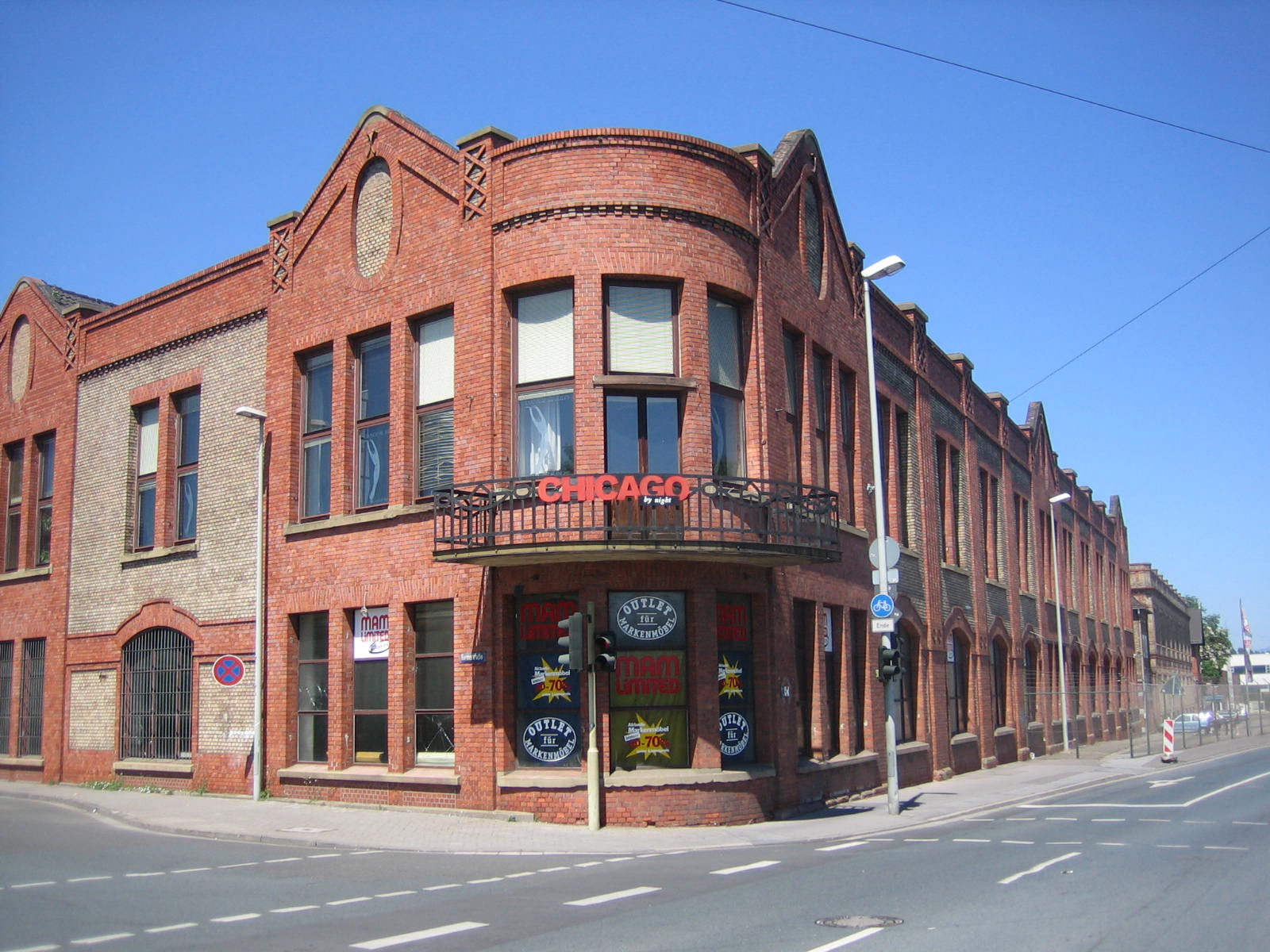
Balcon pour l’empereur à la fabrique des frères Gastell

- Ancien hospice des frères Gastell, devenu ensuite hôpital Saint-Roch, aujourd'hui centre de la Caritas
- Musée du quartier, à l'intérieur d'une ancienne pompe
- Maison Hänlein
- Eiskeller (cave à glacière, à l'angle de la Weiher et de la Scharnhorststraße)
- Mairie de Mombach (1875)
- Monument de culture d'industrie Waggonfabrik avec le Salle 45
- Chapelle avec Croix de chemin (1814)
- Maisons en style Heimatstil des années 1920, typiques de l'évolution sociale à Mayence

## Parc
À la place à laquelle l'archevêque Emeric-Joseph de Breidbach de Burrisheim possédait un bosquet avec une source au XVIIIe siècle, se trouve aujourd'hui le parc De La Roche. Encore aujourd'hui, la rue Emrichruhstraße qui s'y termine rappelle le souvenir du prince-évêque électeur.

## Culture et festivités

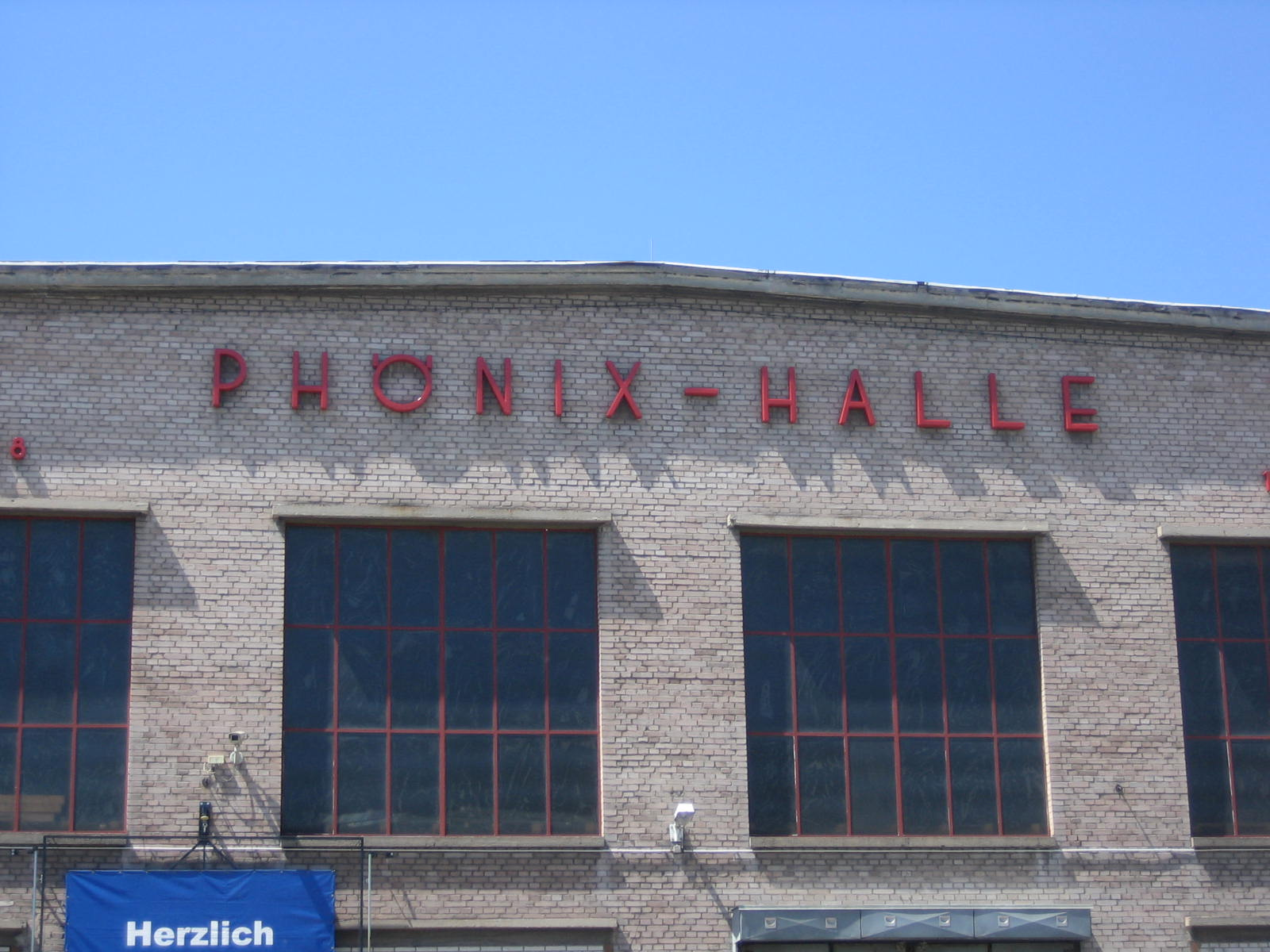
Phönix-Halle

Mombach possède un musée de quartier. Dans la Phönixhalle on donne de nombreux concerts, des pièces de théâtre, des comédies musicales et des spectacles de cabaret. 
La vie culturelle de Mombach est marquée par toute une série de festivités : 
- Le «Schissmelledienstagszug», défilé le jour du mardi gras
- La Kermesse (fête de la rive du Rhin). D’agréables stands de vins et de bière de la région vous inviteront à flâner au bord de la rive du Rhin de Mombach dans une atmosphère romantique et joyeuse.
- La Fête de la Vraie Croix est un pèlerinage du diocèse de Mayence, et l'on y déguste des gâteaux au quetsche
- La Fête d'action de grâce pour les moissons et les récoltes
- Le Marché de Noël

## Personnalités
- Uriel von Gemmingen fut nommé préfet de Mombach (1501)
- Anselm Casimir Wambolt von Umstadt, haut fonctionnaire de Mombach de 1619 à 1629
- Jens Beutel, ancien maire de Mayence
- Michael Ebling, maire de Mayence